# Янко Янков (политик)
Вижте пояснителната страница за други личности с името Янко Янков.
Янко Александров Янков е български политик, бивш кмет на Сливен и дългогодишен депутат от ДПС. Заместник-председател на ПП „Движение за права и свободи“.

## Биография
Янко Янков е роден през 1956 година в с. Беброво, Еленско. Учи в механотехникума в Сливен. Служи в ШЗО в Плевен и е произведен в чин „младши лейтенант“. Завършва Висшия институт по машиностроене, механизация и електрификация на селското стопанство в Русе, а впоследствие и специалност „Международни икономически отношения“ в Икономическия университет във Варна.
До 1992 г. работи в строително-монтажния комбинат в Сливен и става един от неговите директори . От 1986 г. е нещатен служител на ОУ на Държавна сигурност в Сливен.
От ноември 1995 до ноември 1999 г. е кмет на Сливен (с мандата на БСП).
През 2005 г. влиза в XL народно събрание от листата на ДПС и оттогава е народен представител. На 19 юни 2013 г. е избран за председател на парламентарната комисия по отбрана в XLII народно събрание. Член е на Централното оперативно бюро на ДПС. Един от разкритите сътрудници на тоталитарните комунистически служби. Заместник-председател е на Комисията по отбрана на XLIII народно събрание (28 ноември 2014 – 26 януари 2017 г.).
В началото на март 2014 г. (по отношение на кризата в Украйна) критикува посещението на външния министър Кристиян Вигенин в Киев заради подкрепата на последния за новите украински власти. Янков прогнозира разпадане на Украйна.

## Семейство
Женен е за Елена Иванова Янкова. Имат дъщеря (Цветелина) и син (Александър).